# Leovigild
Leovigild také Liuvigild (španělsky Leovigildo) (519/525? – 21. dubna 586 Toledo) byl vizigótským králem v Hispánii a Septimánii od roku 568 do 21. dubna 586. Od roku 585 byl také králem Galicie. Známý je především svým Kodexem Leovigilda (Codex Revisus), sjednocující zákon, který umožnil rovnoprávnost mezi vizigótskou a hispano-římskou populací.
Předchůdce Leovigilda jeho bratr Liuva I. ve svém druhém roce vlády prohlásil Leovigilda knížetem a budoucím dědicem trůnu. Pod správu mu přidělil provincii Hispania Citerior nebo východní část Hispánie. Oba bratři byli ariánského vyznání. Leovigild byl dvakrát ženatý. První jeho ženou byla Theodosia, s níž měl dva syny Hermenegilda a Rekkareda. Po její smrti se jeho druhou ženou stala Goiswintha vdova po Athanagildovi.

## Tažení Hispánií a Septimánií
Podle kroniky Jana z Biclara, kníže Leovigild zahájil několik tažení k rozšíření Vizigótské říše, které historik Peter Heather popisuje jako „seznam výrazných úspěchů.“ Jeho první tažení v roce 570 bylo do Bastetanie a města Málaga. Následující rok obsadil město Medina Sidonia. Po smrti krále Liuva I., již jako král pokračoval ve svých taženích. V roce 573 na území Sabarie terorizoval lid známý jako Sappi a pustošením získal provincii pod svou kontrolu. Následující rok vstoupil do Kantábrie, chytil Amaya a provincii připojil ke svému království. V roce 575 táhnul do Galicie, kde porazil místního válečníka s jménem Aspidius, kterého i s jeho rodinou vzal do zajetí a zároveň ukořistil jeho poklad. V roce 576 postupoval ke království Svébů v severozápadní Hispánii, ale králi Miro se podařilo s Leovigildem vyjednat mír. Ve svém posledním tažení v roce 577 do Orespeda, v oblasti jihovýchodního Španělska, po potlačení povstání přidal i tuto provincii ke svému království. Po skončení těchto tažení oslavil své vítězství založením města v Celtiberii, které nazval Reccopolis pro svého syna Rekkareda.
I když byl stále ve válce s Byzantinci v jižním Hispánii, přesto se nechal od Byzantské říse jmenovat správcem svého království se všemi okázalostmi a ceremoniemi, titulem Flavius, trůnem, korunou, žezlem a fialový pláštěm. Nechal si také razit zlaté mince se svým jménem.

## Vzpoura Hermenegilda
Leovigildův syn Hermenegild, který byl starší než Rekkared, byl ženatý s Ingundou, dcerou franského krále Sigiberta I. Ingunda byla katolička, což se nelíbilo Goiswintě, druhé ženě Leovigilda a přemlouvala Ingundu k ariánskému vyznání. Leovigild, aby předešel problémům, jmenoval Hermenegilda správcem provincie (pravděpodobně Baetica) u hranic s územím, které v té době přináleželo Východořímské říši. Hermenegild odešel se svou ženou do Sevilly, která se měla stát jeho sídelním městem. V Seville se Ingunda a tamější biskup Leander ze Sevilly, starší bratr Isidora ze Sevilly snažili přesvědčit Hermenegilda, aby konvertoval ke katolictví. Hermenegild se zdráhal, ale nakonec víru přijal. Tuto konverzi Leovigild považoval za zradu a vytáhl v roce 583 proti synovi Hermenegildovi, ten mezi tím na svěřeném území vyvolal povstání proti svému otci. Když Byzantinci nedokázali zabránit povstání, rozhodl se Leovigild obsadit Sevillu a vyhnat svého syna do Valencie, kde byl zajat a odvlečen do Tarragony, zde byl vězněn a nakonec sťat Leovigildovými spojenci. Tyto události jsou popsány v živých detailech papežem Řehořem I.

## Obsazení království Svébů
Leovigild pokračoval v podmaňování Basků. Na severu využil bratrovražedných hádek mezi svébskými frakcemi ve sporu o nástupnictví a v roce 584 porazil království Svébů ve velké bitvě u Bragy a Svébské království přidal ke své koruně.
Isidor ze Sevilly zaznamenává, že vládl osmnáct let a zemřel přirozenou smrtí v Toledu („v éře 624 (586)“). Novým vizigótským králem se stal jeho druhorozený syn Rekkared, který konvertoval ke katolickému křesťanství v roce 589.